# Morpho ucayalus
Morpho ucayalus är en fjärilsart som beskrevs av Peter William Michael 1931. Morpho ucayalus ingår i släktet Morpho och familjen praktfjärilar. Inga underarter finns listade i Catalogue of Life.